# Maausk
Als Maausk (wörtlich „Land-Glaube“) bezeichnet das Estnische heute den ethnisch-religiösen Glauben der Esten vor der mittelalterlichen Christianisierung Estlands und Livlands, der stark von pantheistischen Ideen geprägt ist. Der Begriff entstand in der Neuzeit aus der Verbindung von estnisch maa („Land“) und usk („Glauben“). Er ist dem Begriff maarahvas („Land-Volk“) nachgebildet, der estnischsprachigen Eigenbezeichnung der Esten bis ins 19. Jahrhundert.
Maausk dient heute auch als Begriff für eine neopaganistische Bewegung, die eine religiöse Selbst-Identifikation der Esten propagiert. Ziel ist es, auf religiösem Gebiet die Rückbesinnung auf estnische Wurzeln ohne „fremde“ Glaubenseinflüsse zu propagieren.

## Glaubensinhalt
Über den vorchristlich-heidnischen Maausk als Glauben der Esten existieren nur spärliche Quellen, meist aus der Feder der christlichen Eroberer und Missionare des Baltikums. Der Maausk wird als Teil der estnischen Volksmythologie bzw. einer religiösen Volkskultur verstanden. Die Verehrung der Natur sowie der eigenen Vorfahren stand vermutlich im Mittelpunkt der Religion. Der Maausk wird daher als estnische Form des Pantheismus charakterisiert bzw. als Naturglauben und Animismus verstanden.

## Neopaganismus
Neuheidnische Anhänger des Maausk haben versucht, den Maausk im 20. Jahrhundert wiederzubeleben. Sie betonen die Einheit des Esten mit dem Land, den Pflanzen, Tieren, Steinen etc. Metaphorisch gesprochen entstammt die gesamte Welt einer einzigen „Mutter“, der Maaema. Besondere Verehrung erfahren die (heiligen) Haine (Hiis), an denen Erde, Wasser, Steine, Pflanzen zusammenfinden. Grundlage des Maausk ist die Vielfalt der Natur. Er propagiert eine natürliche Lebensweise des Menschen.
Die Ausstrahlungskraft des Maausk als neuheidnische Bewegung ist im heutigen Estland begrenzt. 1058 Personen gaben in der estnischen Volkszählung im Jahr 2000 an, Anhänger des Taarausk oder des Maausk zu sein. Die Übergänge zur traditionellen Medizin, volkstümlichem Aberglauben und „natürlichen“ Lebensweisen sind fließend. 1995 gründete sich die Taarausuliste ja Maausuliste Maavalla Koda  als Glaubensverein zur Pflege des Maausk und des Taarausk.

## Abgrenzung zum Taarausk
Die Übergänge zum Taarausk sind nicht klar definiert. Während der Taarausk sich bewusst als neuheidnische Nationalbewegung mit klarer Lehre versteht, sieht man im Maausk einen „ursprünglichen“, „undogmatischen“ Glauben heidnischer Esten. Der Maausk ist so verstanden das auf das Religiöse bezogene gelebte Kulturerbe des estnischen Volkes. Eine Dogmatik im engeren Sinne lehnt er im Gegensatz zum Taarausk ab.